# Codex Dresdensis

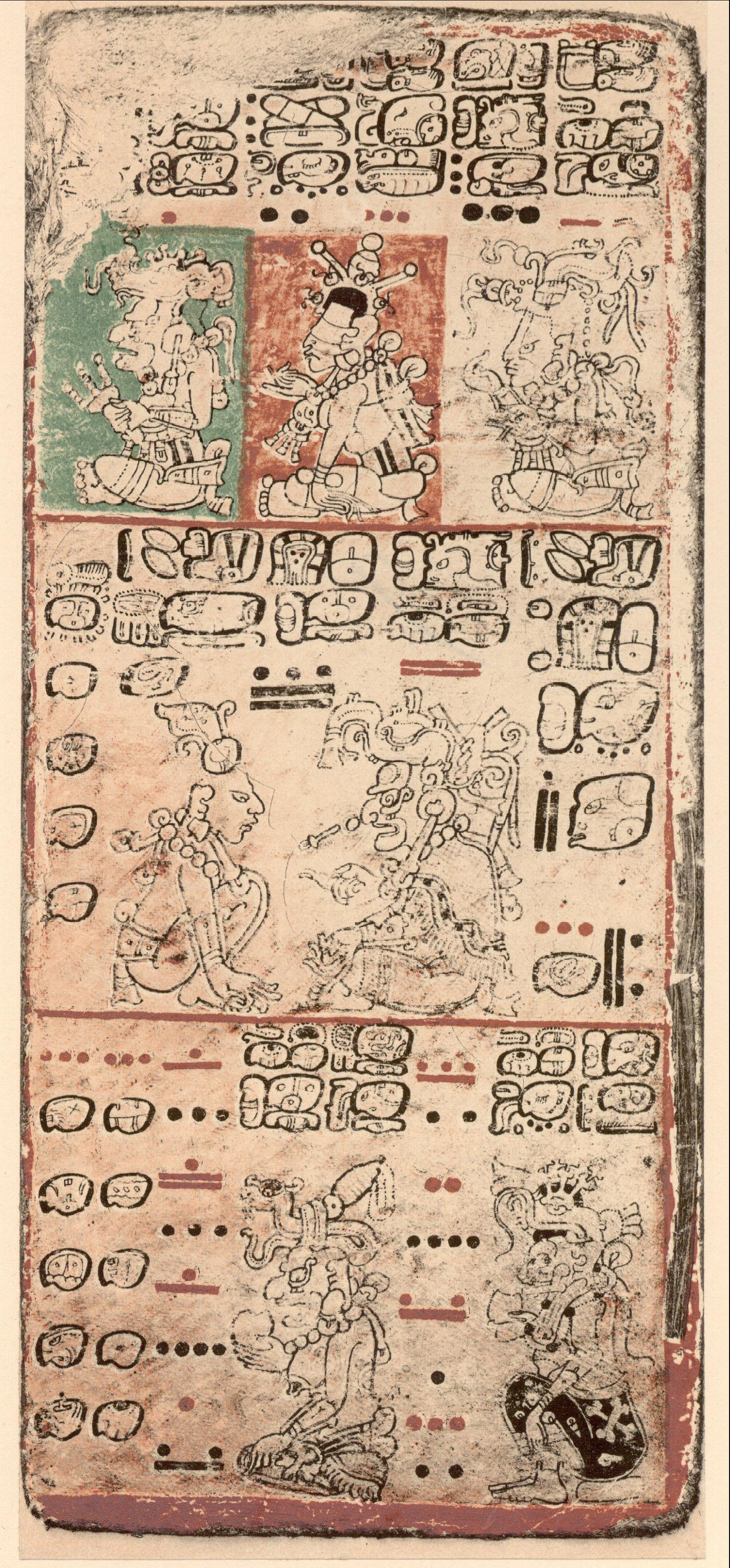
Seite 9, welche die Anrufung (oben) und Begegnung der Götter (Mitte) sowie zwei weiblichen Manifestationen von Gottheiten (unten) darstellt; Version von Ernst Förstemann, 1880

Der Codex Dresdensis (oder Dresdner Kodex, veraltet Dresdener Kodex) ist eine der vier erhaltenen und mit Sicherheit authentischen Handschriften der Maya. Er wird auf die Zeit zwischen 1200 und 1250 datiert und ist mit Hieroglyphen, Bildern und Zahlenzeichen beschrieben. Aufgrund des Inhalts ist anzunehmen, dass es sich um ein Handbuch von Kalenderpriestern handelt. Der Codex besteht aus 39 doppelseitig beschriebenen Blättern, die ursprünglich als Leporello gefaltet waren, heute jedoch als zwei Streifen von jeweils etwa 1,80 Metern Länge gezeigt werden.
Der Codex befindet sich in Dresden im Buchmuseum der Sächsischen Landes- und Universitätsbibliothek, wo er als einziger der vier Maya-Codices einsehbar ist. Die anderen drei authentischen Codices werden in Paris (Codex Peresianus), Madrid (Codex Tro-Cortesianus) und Mexiko (Mexiko Maya Codex) aufbewahrt.

## Geschichte

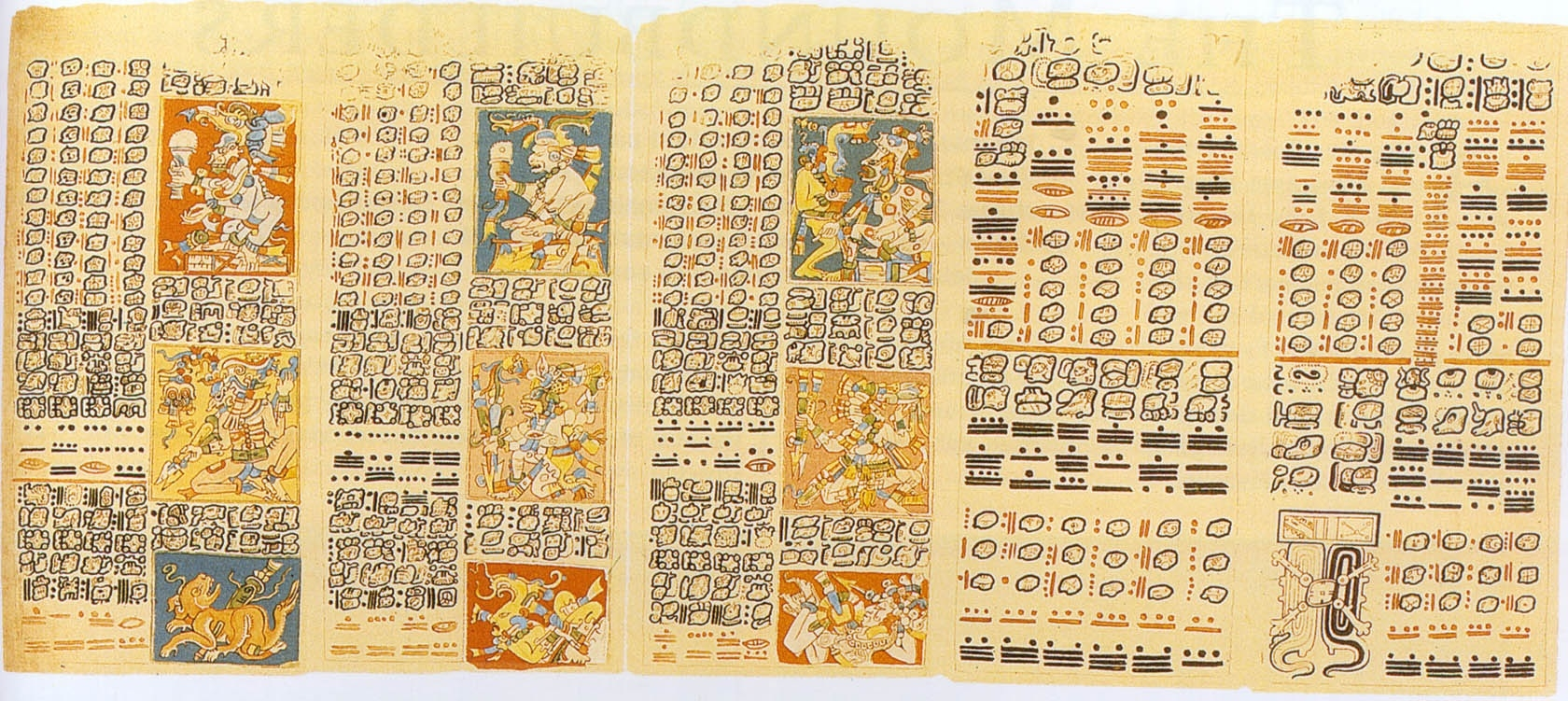
Erste Veröffentlichung 1810 durch Humboldt, der fünf Seiten (47, 48, 50–52) abzeichnen ließ

Der Codex Dresdensis wurde 1739 vom Oberaufseher über die Kurfürstliche Bibliothek in Dresden, Johann Christian Götze, in Wien bei einem Privatmann als „unschätzbares Mexikanisches Buch mit hieroglyphischen Figuren“ erworben. Wie das Werk nach Wien gelangte, ist nicht bekannt. Kurze Zeit später übergab Götze die Handschrift der Kurfürstlichen Bibliothek, die sie 1848 erstmals veröffentlichte.
Alexander von Humboldt publizierte bereits 1810 seine Abzeichnungen von fünf Tafeln des Werkes. 1825 zeichnete in Dresden der Maler Agostino Aglio den Codex ab, als er im Auftrag von Lord Edward King Kingsborough europäische Bibliotheken nach mexikanischen Handschriften durchsuchte. Seine Reproduktion ist die erste vollständige Wiedergabe des Dresdner Codex. Auch begründete er die bis heute übliche Seitennummerierung von 1 bis 74 bei Auslassung der vier Leerseiten sowie einer Separierung des Codex in zwei Teile. Erst im Jahr 1853 identifizierte Charles Étienne Brasseur de Bourbourg den Codex als Maya-Handschrift.
Der Dresdner Bibliothekar Ernst Wilhelm Förstemann konnte zwischen 1887 und 1897 den Kalenderteil entschlüsseln. Er fand heraus, dass das Zahlensystem der Maya auf einem Zwanzigersystem (Vigesimalsystem) beruhte und sie dieses System nutzten, um eine Tageszählung von allen Tagen, die seit einem Nullpunkt bis zum jeweiligen Datum verflossen waren, aufzuzeichnen. Damit gelang es ihm, die „Lange Zählung“ (long count) der Maya mit dem Ausgangsdatum 4 Ahau 8 Cumuku, die Hieroglyphen der Zeiteinheiten Uinal (20 Tage), Tun (360 Tage) und Katun (7200 Tage) sowie der Tafeln der Venus- und Mondumläufe zu deuten. Er fand die richtige Leserichtung des Codex sowie die Glyphen der Zeichen für Null und für den Planeten Venus, womit Ende des 19. Jahrhunderts die Rechenmethodik der Maya und die astronomischen Zusammenhänge im Codex erkennbar wurden.
Meilensteine bei der danach einsetzenden Entschlüsselung und Deutung des nichtkalendarischen Schrifttextes waren die erstmalige Zuordnung von Hieroglyphen zu Göttergestalten durch Paul Schellhas 1897 und die Dekodierung der Wort- und Silbenzeichen unter anderem durch Juri Knorosow in den 1950er Jahren. Letzteres wurde insbesondere durch das Landa-Alphabet ermöglicht, welches auf den Aufzeichnungen des Bischofs von Yucatán, Diego de Landa, von 1566 beruht.
Bereits 1835 erfolgte eine beidseitige Verglasung des Codex in zwei Teilen. Die beiden Streifen wurden jeweils ohne Abstandshalter zwischen die Glasplatten eingelegt und sind daher mit dem Glas in direktem Kontakt. Die heutige partielle Haftung der Farbschichten an der Verglasung ist auf einen Wasserschaden infolge der Bombenangriffe auf Dresden am 13. Februar 1945 zurückzuführen. Aufgrund dieser Glashaftung sind heute Änderungen in der präsentierten Seitenfolge, wie die Korrektur dreier verdrehter Blätter nach der Trocknung 1945, nicht möglich.

## Beschreibung

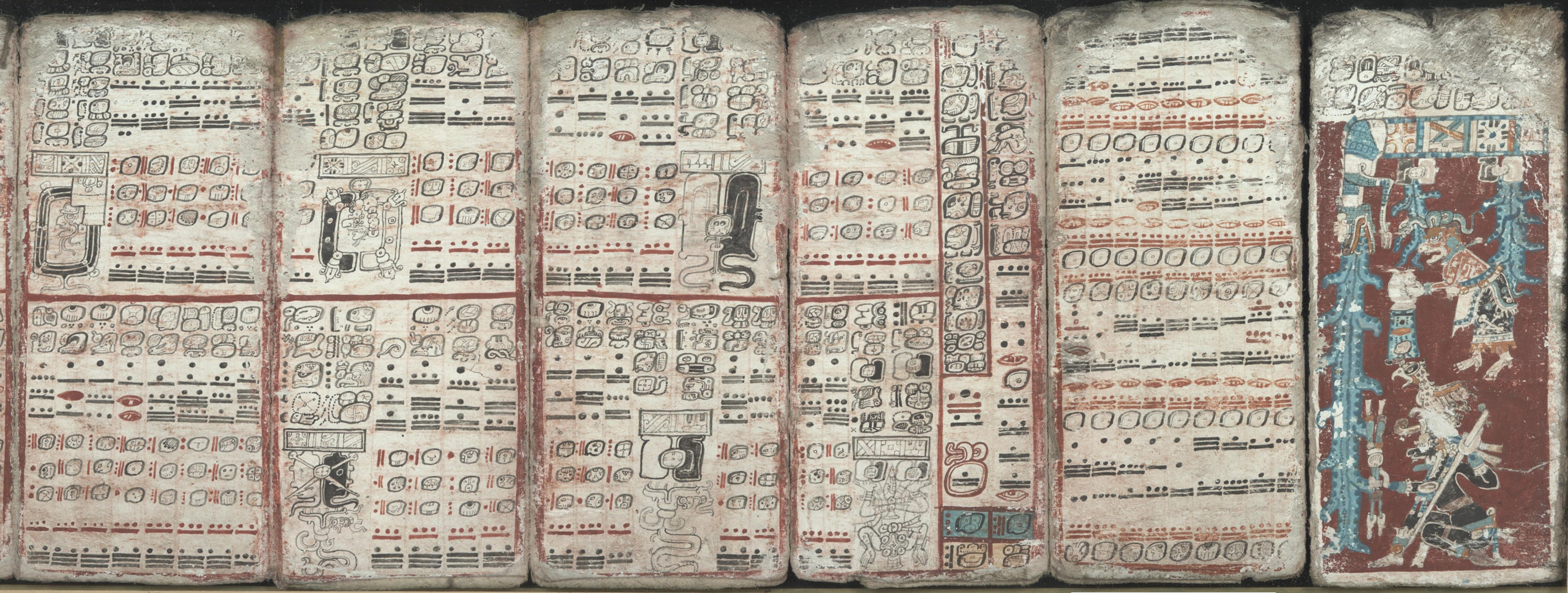
Sechs Seiten (55–59, 74) von Codex B, die Eklipsen (links), Multiplikationstafeln (Mitte) und die Flut (rechts) darstellen

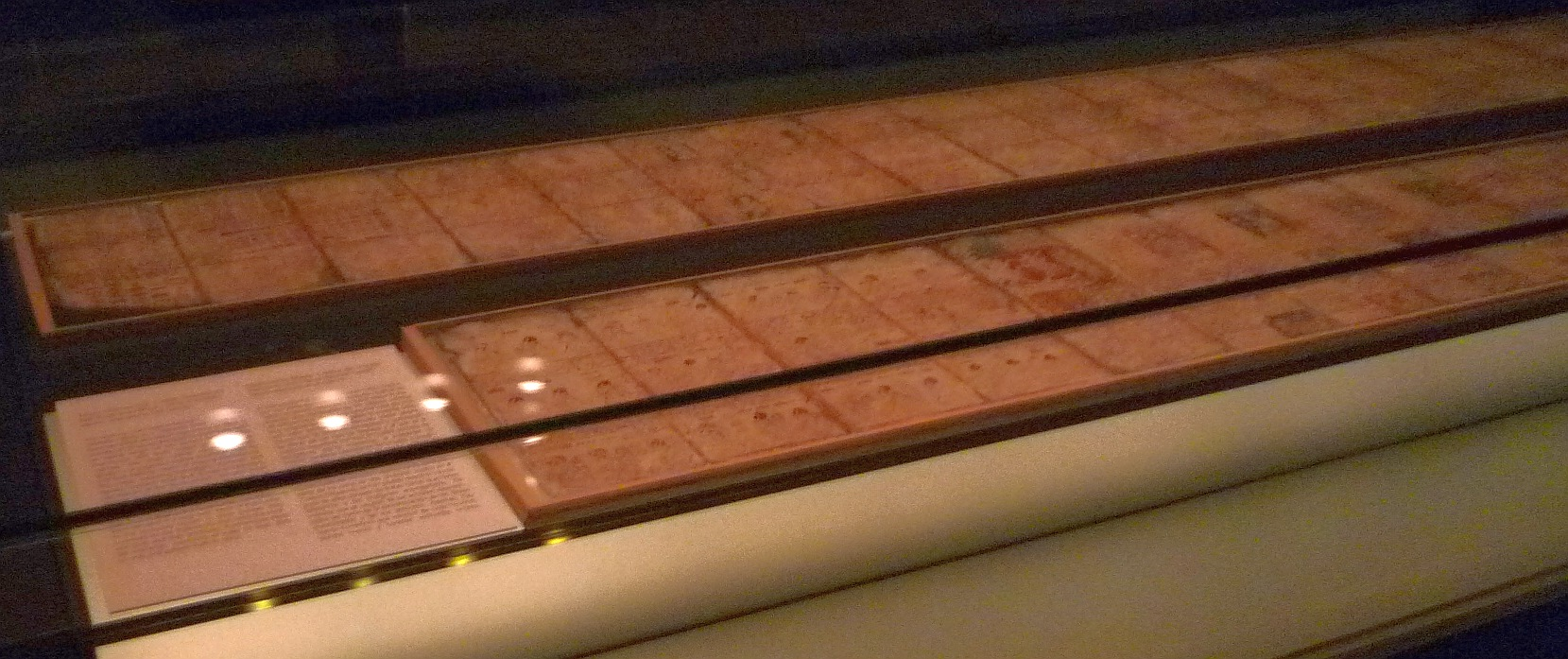
Ausstellung des Codex, wobei die Rückseiten durch Spiegel sichtbar sind

Die Schrift besteht aus 39 beidseitig beschriebenen Blättern. Von den 78 Seiten sind vier unbeschrieben. Jedes Blatt ist etwa 20,5 cm hoch und 10 cm breit. Zwischen den einzelnen Blättern befinden sich dünne Häutchen, die die Blätter miteinander verbinden, so dass sie wie ein Faltalbum (Leporello) zusammengelegt werden konnten. Der Kodex hat aufgefaltet eine Länge von 3,56 Metern. Seit 1835 wird er in zwei Teilen präsentiert. Der erste Teil mit 20 Blättern ist 1,85 Meter lang, der zweite mit 19 Blättern 1,77 Meter.
Von den etwa 350 Zeichen der Maya-Schrift, die im Codex Dresdensis verwendet werden, sind ungefähr 250 entziffert. Von diesen sind etwa 100 Silbenzeichen und ungefähr 150 Wortzeichen, wie z. B. die Namen von Göttern. Damit können heute viele der begleitenden Texte gelesen werden. Die meisten beziehen sich auf die zugehörigen Bilder und bestehen aus kurzen Sätzen zu vier oder sechs Schriftzeichen. Die auf dem Zwanzigersystem beruhenden Zahlen im Codex setzen sich aus Punkten (Eins), Balken (Fünf) und stilisierten Muscheln (Null) zusammen.
Die Schriftzeichen sowie bildlichen Darstellungen wurden mit Pinseln in verschiedenen Farben auf Amatl, einem papierähnlichen Material aus der Rinde des Amatl-Baumes (Ficus insipida), aufgemalt. Dieses Rindenbastpapier hatte man zuvor mit einer feinen weißen Schicht aus Kalk als Schreibgrundlage überzogen.

## Entstehung
Aufgrund der Anfangs- und Enddaten der astronomischen Konjunktionen datierte John Eric Sidney Thompson die Abschrift auf 1200 bis 1250. Somit könnte der Codex aus dem nördlichen Yucatán stammen, wo zwischen 1200 und 1450 das letzte große Gemeinwesen der Mayas existierte. Eine spätere Zuschreibung (15. Jahrhundert) wurde bisher ausgeschlossen, weil Stelen in Chichén Itzá (10. bis 12. Jahrhundert) gefunden wurden, deren Glyphen-Inschriften stilistische Ähnlichkeiten mit der Dresdner Mayahandschrift aufweisen. Obgleich die erhalten gebliebenen Maya-Codices aus der postklassischen Zeit stammen, ist die Verwendung von Büchern aus Ficusrinde schon in der klassischen Zeit nachweisbar. Das Wort ju'un für „Buch“ ist in den Mayasprachen identisch mit dem Wort für „Amate“, den Beschreibstoff der Handschriften.
Die Bücher wurden in Leporelloform gefaltet und zum Schutz mit Holzdeckeln versehen, die man mit Jaguarfell überzog. Von der hochentwickelten Buchkultur zur Blütezeit der Mayakultur zeugen Inschriften mit dem Adelstitel aj k'u jun, „der von den heiligen Büchern“, die Hinweise auf die Hüter der Handschriften geben (vgl. Grube, 1999, S. 84). Die Forschung verfügt über Hinweise, dass die Anfertigung von Abschriften und Kopien in eigens dafür bestimmten Zentren erfolgte, die für die in den Gemeinden tätigen Mayapriester zur Ausübung ihres Gottesdienstes bestimmt waren. Die weißen Seiten im Codex Dresdensis weisen darauf hin, dass die Handschrift nicht in einem einzigen Arbeitsgang erstellt, sondern laufend vervollständigt wurde. Einige Weissagungskalender blieben unvollständig, wo die mit roter Farbe geschriebenen Koeffizienten der Tage des Tzolkin einzufügen wären.
Sechs unterschiedliche Schreiber sind im Dresdner Codex aufgrund stilistischer Kriterien erkennbar: der Schreiber der Götterfiguren (Seiten 1–3); der Schreiber der Tagesalmanache (Seiten 4–23); der Hauptschreiber (Seiten 24, 45–74, 29–44); der Schreiber der Neujahrstafeln (Seiten 25–28); der Schreiber der Opferrituale (Seiten 30–35) und der Schreiber der Marstafeln (Seiten 42–45).

## Inhalt

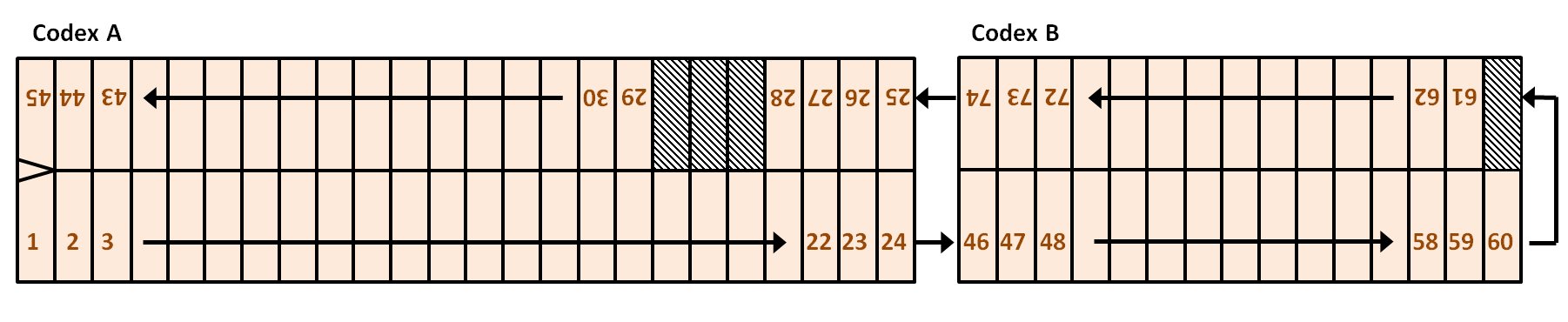
Historisch korrekte Abfolge der Seiten

Heute wird davon ausgegangen, dass der Codex ursprünglich aus einem Teil bestand, dessen Vorder- und Rückseite jeweils in einer Abfolge zu lesen sind. Da die von Agostino Aglio 1825/26 eingeführte und heute noch gebräuchliche Seitennummerierung dies nicht berücksichtigt, ist die historisch korrekte Lesefolge der Seiten die folgende: 1–24, 46–74, 25–45. Dabei lassen sich zehn Kapitel im Codex unterscheiden:
1. Einleitung des Codex: Bekleidung der Götterfiguren (Seiten 1–2), Opferung von Jun Ajaw (Seite 3), Anrufung der Götter, Vorbereitung von Prophezeiungen (Seiten 4–15).
2. Almanache der Mondgöttin Ix Chel (Seiten 16–23): Göttin der Heilkunst, die auf einigen Abbildungen Vögel als Überbringer von Krankheiten auf dem Rücken trägt. Abhandlung von Krankheiten, Heilungen und Gefahren bei der Geburt.
3. Venustafeln (Seiten 24, 46–50): Bilder des Venusgottes sowie Angaben (Ereignisse, Daten, Intervalle, Richtungen und die dazugehörigen Vorzeichen) über das Erscheinen der Venus als Morgen- und Abendstern im Laufe von 312 Jahren auf der Basis des 584-Tage-Zyklus der Venus. Die Venus galt als aggressiv; der Venuskalender wurde wahrscheinlich zur Erfolgsberechnung von Kriegszügen genutzt.
4. Finsternistafeln/Eklipsetafeln (Seiten 51–58): Berechnung des Auftretens von Mond- und Sonnenfinsternissen. Die für die Maya berechenbaren Finsternisse galten als Zeit allgemeiner Not und Gefährdung, deren Auswirkung man durch Opfer und Ritual abzuwenden suchte.
5. Multiplikationstafeln für die Zahl 78 (Seiten 58–59). Die Bedeutung dieser Zahl ist nicht bekannt, sie entspricht aber der Gesamtzahl der Seiten im Codex, nämlich 2 × 39.[14]
6. K‘atun-Prophezeiung (Seite 60): Diese beschreibt Katastrophen, die am Ende eines Katuns auftreten können. Ein Katun war im Maya-Kalender eine 20-Jahres-Periode mit einem bestimmten Namen, die nach 13 Katun-Zyklen, also nach 260 Jahren, wiederkehrte. Dann drohten Hunger, Dürre und Erdbeben.[14]
Beginn der Rückseite des Codex mit seinen vier unbeschriebenen Seiten.
7. Schlangenzahlen (Seiten 61–62), Säulen des Kosmos (Seiten 63–73): Die Schlangenzahlen weisen auf mythische Ereignisse in einem Zeitraum von über 30.000 Jahren hin. Die anschließenden Seiten behandeln die Säulen des Kosmos und verschiedene Manifestationen des Regengottes Chaac. Der Ursprung der Zeit und die Herkunft des Regens gehörten für die Maya zusammen. Diese Passagen entsprechen wortgleich steinernen Inschriften aus der klassischen Zeit etwa in den Maya-Städten Palenque und Tikal.[14]
8. Die Große Flut (Seite 74): Darstellung einer kosmischen Katastrophe mit der Vernichtung der Welt durch eine gewaltige Flut. Nach den Überlieferungen der Maya gingen der bestehenden Welt, deren Untergang hier vorhergesagt wird, bereits drei andere Weltzeiten voraus.
9. Zeremonien zu Beginn des Neuen Jahres (Seiten 25–28): Beschreibung der Rituale, die der König und die Priester in den letzten fünf Tagen des Sonnenjahres durchzuführen hatten. Neujahrszeremonien galten als symbolische Neuschöpfungen des Kosmos nach einem Weltuntergang.
10. Weissagungskalender für die Landwirtschaft (Seiten 29–41), Reisen des Regengottes und Marstafeln (Seiten 42–45): Weissagungskalender enthielten Aussagen über Witterung und Ernte und dienten auch der Orientierung für die Bewirtschaftung der Felder. Auf den Endseiten 42–45 finden sich kurze Abschnitte über die Reisen des Regengottes sowie den Mars mit seinen zyklischen Bewegungen während einer 780-Tage-Periode. Auf dem letzten Papierrest steht eine Multiplikationstafel für die Zahl 91 mit heute unbekannter Bedeutung.[14]

## Seitennummerierung und -folge

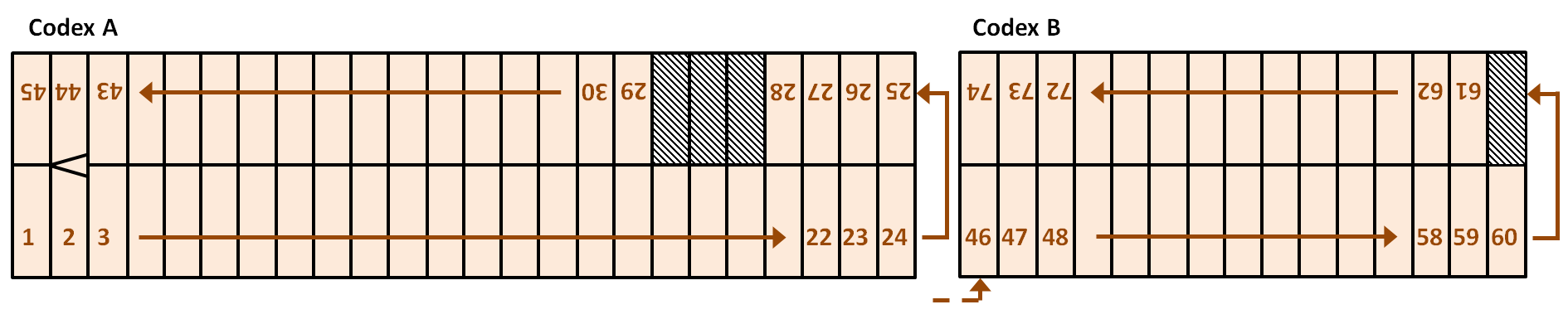
Seitenzuordnung von Agostino Aglio

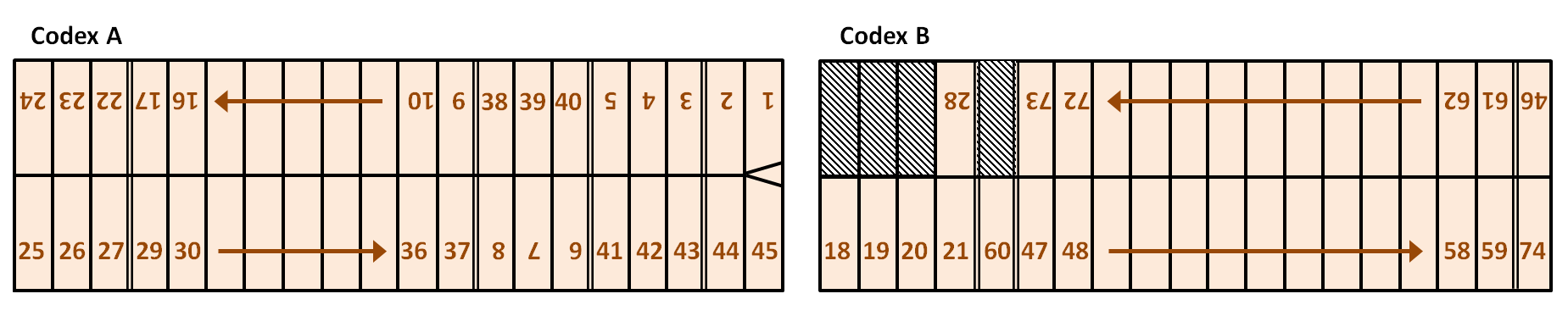
Heutige Anordnung des Codex

Die heute übliche Paginierung von 1 bis 74 unter Ignorierung der vier Leerseiten wurde durch Agostino Aglio eingeführt, als er 1825/26 den Codex erstmals abzeichnete. Dabei teilte er das ursprünglich 3,5 Meter lange Manuskript in einen Codex A mit 24 Blättern und einen Codex B mit 15 Blättern ein. Unter Verkennung, dass zuerst alle Vorderseiten und erst dann die Rückseiten zu lesen sind, beruht seine Reihenfolge auf der vorder- und danach rückseitigen Lesung von Codex A, gefolgt von gleicher Lesart bei Codex B.
Der Oberbibliothekar K. C. Falkenstein änderte um 1836 aus „räumlichen und ästhetischen Gründen“ die Ausstellungsreihenfolge der Blätter. Dabei schuf er die heute vorliegenden „zwei annähernd gleichen Teile“.
Der mit der Entzifferung des Codex befasste E. W. Förstemann behob 1892 einen Irrtum Aglios, indem er eine Umkehrung beider Blätter 1/45 und 2/44 durchführte, womit Aglios Seiten 44 und 45 richtigerweise zu den Seiten 1 und 2 des Codex wurden.
Die Verdrehung der Blätter 6/40, 7/39 und 8/38 erfolgte beim Wiedereinlegen der Seiten nach der kriegsbedingt notwendigen Trocknung des Codex 1945.

## Sonstiges

### Venus-Beobachtungen
Die Seiten 24 und 46 bis 50 enthalten Bilder des Venusgottes sowie Angaben über das Erscheinen der Venus als Morgen- und Abendstern. Dieses Venus-Almanach beschreibt ein synodisches integrales 584-Tage-Intervall: Auf die 236 Tage Sichtbarkeit der Venus als Morgenstern folgen 90 Tage Unsichtbarkeit. Danach ist die Venus wieder 250 Tage als Abendstern zu beobachten, ehe sie wieder 8 Tage nicht zu sehen ist.
Die tatsächlichen Werte der Venus-Intervalle kommen diesen Aufzeichnungen der Maya sehr nahe und finden in den Venus-Tafeln des Ammi-saduqa ihre Bestätigung, die fast identische Venus-Beobachtungen enthalten.

### Weltdokumentenerbe-Kandidatur
Im Rahmen seiner Lateinamerika-Aktivitäten für den Freistaat war Alexander Prinz von Sachsen-Gessaphe gemeinsam mit dem damaligen Direktor der sächsischen Staatsbibliothek, Thomas Bürger, am 22. Oktober 2007 in Guatemala-Stadt Überbringer eines Faksimile des Codex Dresdensis an die Republik Guatemala. Deutschland und Guatemala wollen bei der UNESCO beantragen, die Codices zum Weltdokumentenerbe zu erklären.

## Literatur

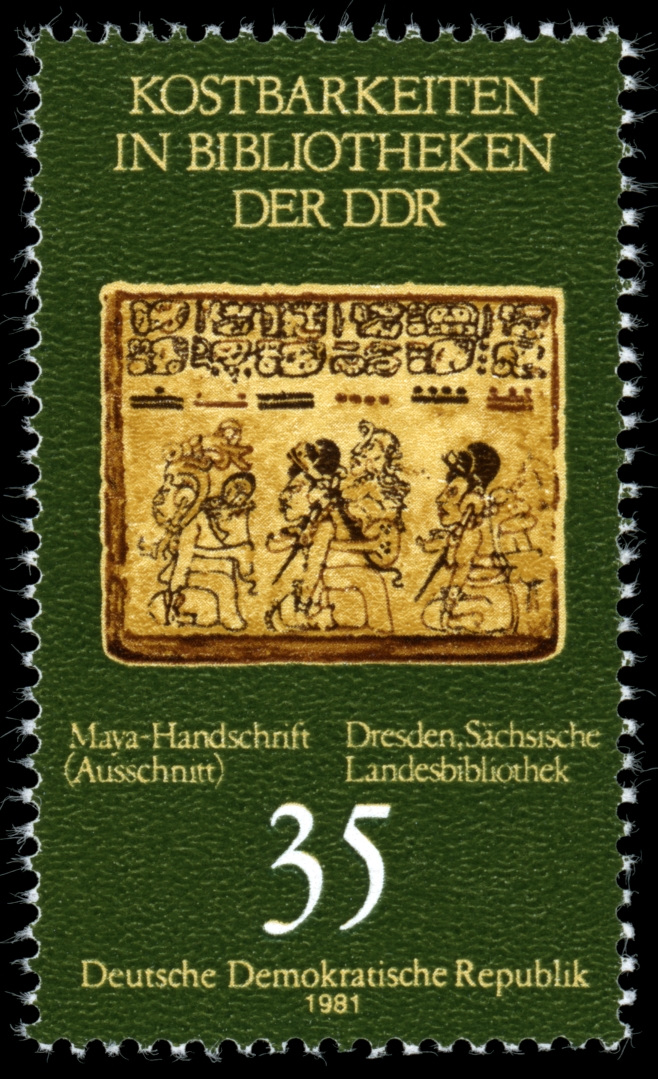
Ausschnitt aus dem Codex auf einer DDR-Briefmarke von 1981